# 조중근
조중근(趙重槿, 1982년 12월 20일 ~ )은 전 KBO 리그 kt 위즈의 내야수이자, 전 KBO 리그 kt 위즈의 타격보조코치이다.

## 선수 시절

### SK 와이번스시절
동산고등학교를 졸업하고 2001년 2차 6라운드 지명을 받아 입단했다. 2003년부터 1군에서 활동했다. 2004년에 현대 유니콘스의 선발 투수 정민태를 상대로 홈런을 쳤는데, 이것이 그의 데뷔 첫 홈런이었다. 2004년 41경기에 출장해 2할대 타율을 기록하며 잠재성을 보였으나 이듬해 2005년에 타율이 하락했고, 2006년에는 1할대 타율을 기록하며 갈수록 부진했다. 2007년에는 1군에 오르지 못하다가 그 해 5월 20일에 채종국을 상대로 현대 유니콘스로 트레이드됐다.

### 현대 유니콘스시절
대타로 인상적인 활약을 했으나, 또 부진한 모습을 보여 2군으로 내려갔다.

### 넥센 히어로즈시절
2011년에는 2군에서 좋은 활약을 펼치며 1군으로 올라와 7월까지 3홈런, 16타점으로 좋은 모습을 보였지만, 7월 11일에 갑자기 교통 사고를 당해 1군에서 빠졌다. 이후 트레이드 마감일이었던 2011년 7월 31일에 LG 트윈스에서 이적한 박병호가 1루 붙박이로 정착해 주전 경쟁에서 밀렸다.

### kt 위즈시절
2014년 전지 훈련 중 이적을 요청한 그는 무상 트레이드 형식으로 2014년 2월 11일에 이적했다.
하지만 2015년 8월 말에 전력 외 통보를 받았다.

## 야구선수 은퇴 후
2015년 시즌 후 경찰 야구단의 코치 제안을 수용하며 선수 생활을 마감했다.

## 트리비아
- 콩팥이 태어날 때부터 하나밖에 없었다. 이로 인해 체내 피로 누적도가 늘어나 풀 타임을 잘 소화하지 못했다.[4] 100경기 넘게 소화한 시즌은 2005년뿐이었다.

## 등번호
- '35' - (2001년 SK 와이번스)
- '47' - (2002년 ~ 2003년 SK 와이번스)
- '30' - (2004년 ~ 2006년 SK 와이번스 / 2013년 넥센 히어로즈 / 2015년 kt 위즈)
- '31' - (2007년 SK 와이번스)
- '9' - (2007년 현대 유니콘스)
- '45' - (2008년 ~ 2010년 넥센 히어로즈)
- '55' - (2011년 ~ 2012년 넥센 히어로즈)
- '44' - (2014년 kt 위즈)
- '79' - (2016년 경찰 야구단)
- '90' - (2019년 ~ 현재 kt 위즈)

## 출신 학교
- 인천석천초등학교
- 상인천중학교
- 동산고등학교